# 2002-03 アトレティコ・マドリード
2002-03 アトレティコ・マドリードでは、2002-2003年シーズンのアトレティコ・マドリードについて記述する。

## 概要
昨シーズンにセグンダ・ディビシオンから昇格して迎えた1シーズン目である2002-03シーズンでは、昇格組ながら元イタリア代表のデメトリオ・アルベルティーニやエメルソン、ハビ・モレノらを補強した。リーグ戦では、弱冠18歳のフェルナンド・トーレスが13得点を挙げ、12位で余裕ある残留を果たしたが、クラブ創立100周年の記念試合となったリーグ第37節のマドリードダービーで0-4と大敗してしまった。試合後、選手の擁護に回ったルイス・アラゴネス監督と批判を口にしたヘスス・ヒル会長の間で対立が起こり、シーズン終了を待たずしてヒル会長は辞任した。なお、後任には副会長だったエンリケ・セレソが就任した。

## 登録メンバー
注：選手の国籍表記はFIFAの定めた代表資格ルールに基づく。
| No. | Pos. |                          | 選手名                       |
| --- | ---- | ------------------------ | ---------------------------- |
| 1   | GK   | スペイン                 | エステバン                   |
| 2   | MF   | スペイン                 | チョミン・ナゴーレ           |
| 3   | DF   | スペイン                 | ホルヘ・オテロ               |
| 4   | DF   | ボスニア・ヘルツェゴビナ | ミルサド・ヒビッチ           |
| 5   | DF   | スペイン                 | ガルシア・カルボ             |
| 6   | DF   | スペイン                 | サンティ・デニア             |
| 7   | MF   | スペイン                 | ホセ・マリア・モビージャ     |
| 8   | MF   | イタリア                 | デメトリオ・アルベルティーニ |
| 9   | FW   | スペイン                 | フェルナンド・トーレス       |
| 10  | FW   | ウルグアイ               | フェルナンド・コレア         |
| 11  | MF   | セルビア・モンテネグロ   | ヨヴァン・スタンコヴィッチ   |
| 12  | DF   | スペイン                 | セルジ・バルフアン           |
| 13  | GK   | アルゼンチン             | ヘルマン・ブルゴス           |

| No. | Pos. |              | 選手名                     |
| --- | ---- | ------------ | -------------------------- |
| 14  | MF   | ポルトガル   | ダニ                       |
| 15  | DF   | スペイン     | カルロス・アギレラ         |
| 16  | DF   | アルゼンチン | フアン・ゴメス             |
| 17  | DF   | スペイン     | ルイス・カレーラス         |
| 18  | MF   | ブラジル     | エメルソン                 |
| 19  | FW   | スペイン     | ハビ・モレノ               |
| 20  | FW   | スペイン     | ルイス・ガルシア           |
| 21  | MF   | スペイン     | アルマンド・アルバレス     |
| 22  | DF   | アルゼンチン | ファブリシオ・コロッチーニ |
| 23  | FW   | スペイン     | ホセ・マリ                 |
| 24  | MF   | スペイン     | ホルヘ・ラレーナ           |
| 25  | DF   | ルーマニア   | コスミン・コントラ         |

### リザーブチーム
注：選手の国籍表記はFIFAの定めた代表資格ルールに基づく。
| No. | Pos. |          | 選手名             |
| --- | ---- | -------- | ------------------ |
| 31  | GK   | スペイン | フアンマ           |
| 32  | GK   | スペイン | イバン・クエジャル |

## 試合結果
BDFutbolによる試合結果 （英語）